# Ferrovia Cuneo-Boves-Borgo San Dalmazzo
La ferrovia Cuneo-Boves-Borgo San Dalmazzo era una linea ferroviaria parte dell'itinerario Cuneo-Limone-Ventimiglia. Persa importanza in seguito all'apertura della nuova stazione di Cuneo, avvenuta nel 1937, la linea fu definitivamente soppressa nel 1960 e trasformata in strada.

## Storia

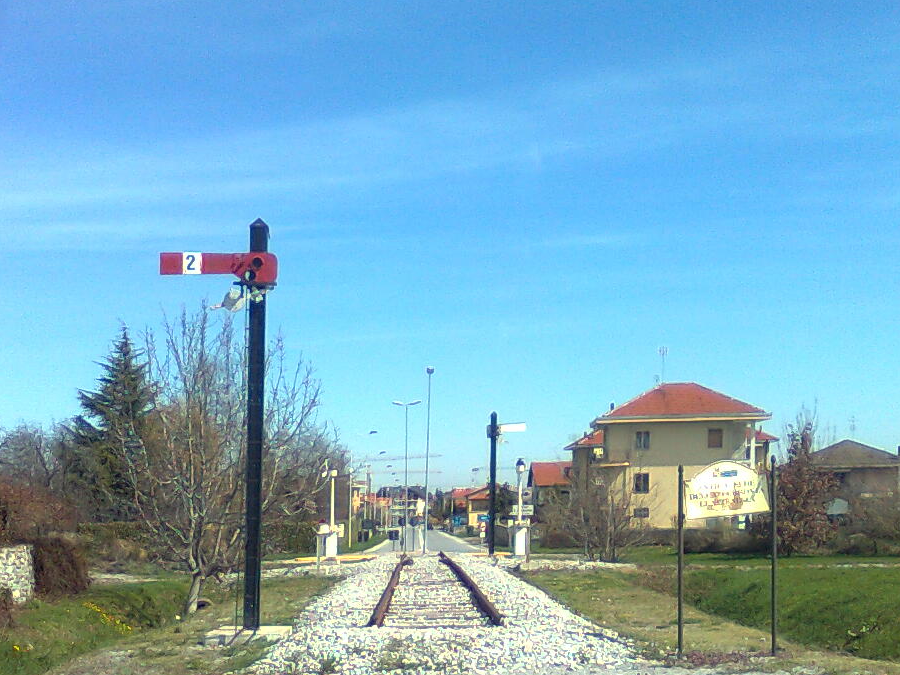
Tratto ricostruito come monumento, alla periferia di Cuneo

La ferrovia entrò in esercizio lunedì 18 luglio 1887 come parte del primo tronco Cuneo (Gesso) - Robilante della ferrovia Cuneo - Ventimiglia.

Dopo l'apertura del tratto Madonna dell'Olmo-Cuneo (Altipiano)-Borgo San Dalmazzo, avvenuta il 7 novembre 1937 la linea perse importanza, ma venne mantenuta in servizio dalle FS per garantire il collegamento con Boves, non più servita dalla tranvia della Compagnia Generale dei Tramways Piemontesi.

Non essendo in grado di reggere la concorrenza con gli autobus, che offrivano un servizio migliore con fermate nei centri abitati, la linea venne chiusa al traffico il 18 luglio 1960 e soppressa l'anno successivo.
La linea è stata smantellata e il suo tracciato è stato riutilizzato, dopo alcuni decenni di abbandono, per ricavarvi una strada provinciale.

## Caratteristiche
| Continuation backward |

| Unknown route-map component "xkABZg3" |

| Unknown route-map component "LSTR+l" | Unknown route-map component "kABZq12" | Unknown route-map component "xKRZo+k34" | Unknown route-map component "STR2+r" | Unknown route-map component "STRc3" |

| Unknown route-map component "LSTR" |  | Unknown route-map component "xkABZg+4" | Unknown route-map component "STRc1" | Unknown route-map component "CONT4" |

| Unknown route-map component "LSTR" |  | Unknown route-map component "d" + Straight track | Unknown route-map component "exSTR+l" | Unknown route-map component "exCONTfq" | Unknown route-map component "d" |

| Unknown route-map component "vLSTR-" | Transverse water | Unknown route-map component "xvWBRÜCKE1" | Transverse water | Unknown route-map component "d" |

| Unknown route-map component "vLSTR-" |  | Unknown route-map component "evSHI2g+l-" |  | Unknown route-map component "d" |

| Unknown route-map component "LSTR" |  | Station on track |  |  |

| Unknown route-map component "vLSTR-" |  | Unknown route-map component "xvSHI2gl-" |  | Unknown route-map component "d" |

| Unknown route-map component "vLSTR-" | Transverse water | Unknown route-map component "evWBRÜCKE1" | Transverse water | Unknown route-map component "d" |

| Unknown route-map component "LSTR" |  | Unknown route-map component "d" + Unknown route-map component "exSTR" | One way leftward | Unknown route-map component "CONTfq" | Unknown route-map component "d" |

| Unknown route-map component "LSTR" |  | Unknown route-map component "exBHF" |  |  |

| Unknown route-map component "LSTR" |  | Unknown route-map component "exHST" |  |  |

| Unknown route-map component "LLSTR2" | Unknown route-map component "LLSTRc3" | Unknown route-map component "exWBRÜCKE1" |  |  |

| Unknown route-map component "LLSTRc1" | Unknown route-map component "LLSTRl+4" | Unknown route-map component "xABZg+r" |  |  |

| Station on track |

| Continuation forward |

Se si esclude il viadotto a tre archi situato alla progressiva chilometrica 0+234 da Cuneo Gesso, in comune con la linea per Mondovì, l'unica opera d'arte degna di rilievo è il ponte tra Boves e Borgo San Dalmazzo. Costruito inizialmente in muratura con tre luci di 25 m ciascuna, venne travolto e distrutto da una piena del Gesso nel pomeriggio del 2 ottobre 1898. Fu quindi sostituito con l'attuale travata metallica di 74 m.
Dopo la trasformazione in strada del sedime ferroviario, a fianco di questa travata ne venne aggiunta una gemella per consentire il transito automobilistico in entrambe le direzioni.